# Oraovica (Preševo)
Pour les articles homonymes, voir Oraovica.
Oraovica (en serbe cyrillique : Ораовица ; en albanais : Rahovicë) est une localité de Serbie située dans la municipalité de Preševo, district de Pčinja. En 2002, elle comptait 3 774 habitants, ethniquement Albanais.
Oraovica est officiellement classée parmi les villages de Serbie.
En septembre 2011, l'assemblée des députés albanais de Preševo, Bujanovac et Medveđa a incité les Albanais de Serbie à boycotter le recensement prévu pour le mois d'octobre de cette année-là ; de ce fait, aucun chiffre de population n'a été communiqué pour les localités de la municipalité de Preševo.

## Démographie

### Évolution historique de la population
| 1948  | 1953  | 1961  | 1971  | 1981  | 1991  | 2002  |
| ----- | ----- | ----- | ----- | ----- | ----- | ----- |
| 2 189 | 2 388 | 2 698 | 3 284 | 3 776 | 4 113 | 3 774 |

|  |

En 2012, la population d'Oraovica était estimée à 3 683 habitants.